# 1090'erne
Århundreder: 10. århundrede – 11. århundrede – 12. århundrede
Årtier: 1040'erne 1050'erne 1060'erne 1070'erne 1080'erne – 1090'erne – 1100'erne 1110'erne 1120'erne 1130'erne 1140'erne
År: 1090 1091 1092 1093 1094 1095 1096 1097 1098 1099

## Personer
- 1098-1179 Hildegard von Bingen